# Ministério do Desenvolvimento Rural e das Infraestruturas
| Ministério do Desenvolvimento Rural e das Infraestruturas Landsbygds- och infrastrukturdepartementet |                      |
| Malmtorgsgatan 3, 111 51 Estocolmo                                                                   |                      |
| Criação                                                                                              | 1 de janeiro de 2023 |
| Atual ministro                                                                                       | Peter Kullgren       |

O Ministério do Desenvolvimento Rural e das Infraestruturas da Suécia (em sueco:  Landsbygds- och infrastrukturdepartementet) é um ministério do Governo da Suécia, responsável pelo desenvolvimento rural, pelos alimentos, pelos transportes e infraestruturas, pela habitação e pelo planeamento social.
É dirigido pelo Ministro do Desenvolvimento Rural (Landsbygdsminister) e alberga ainda o Ministro das Infraestruturas e da Habitação (Infrastruktur- och bostadsminister).

## Ministros do Ministério do Desenvolvimento Rural e das Infraestruturas
- Ministro do Desenvolvimento Rural (Landsbygdsminister)
- Ministro das Infraestruturas e da Habitação (Infrastruktur- och bostadsminister)